# Мужская сборная Ирана по хоккею на траве
Мужская сборная Ирана по хоккею на траве — мужская сборная по хоккею на траве, представляющая Иран на международной арене. Управляющим органом сборной выступает Федерация хоккея на траве Ирана (англ. Iran Hockey Federation).
Сборная занимает (по состоянию на 1 января 2015) 70-е место в рейтинге Международной федерации хоккея на траве (FIH).

## Результаты выступлений

### Азиатские игры
- 1958—1970 — не участвовали
- 1974 — 6-е место
- 1978—2014 — не участвовали

### Чемпионат Азии
- 1982 — не участвовали
- 1985 — 10-е место
- 1989—1999 — не участвовали
- 2003 — не квалифицированы
- 2007—2013 — не участвовали

### Мировая лига
- 2012/13 — не участвовали
- 2014/15 — ?? место (выбыли в 1-м раунде)

### Чемпионат мира (индорхоккей)
- 2003—2007 — не участвовали
- 2011 — 9-е место
- 2015 — ??? место

### Чемпионат Азии (индорхоккей)
- 2008 —
- 2009 —
- 2010 —
- 2012 —
- 2014 —

### Азиатские игры в помещениях (индорхоккей)
- 2007 —